# Synagoga Lejba Lubochińskiego i Wolfa Milicha w Łodzi
Synagoga Lejba Lubochińskiego i Wolfa Milicha w Łodzi – prywatny dom modlitwy znajdujący się w Łodzi, przy ulicy Aleksandryjskiej 11.
Synagoga została zbudowana w 1895 roku z inicjatywy Lejba Lubochińskiego i Wolfa Milicha. Mogła ona pomieścić 32 osoby. W 1904 roku synagoga została przeniesiona do nowego lokalu przy ulicy Wolborskiej 28.